# Vanessa Raw
Vanessa Raw (Hexham, 1984) es una deportista británica que compitió en triatlón. Ganó una medalla de bronce en el Campeonato Europeo de Triatlón de Media Distancia de 2015.

## Palmarés internacional
| Campeonato Europeo | Campeonato Europeo | Campeonato Europeo | Campeonato Europeo |
| Año                | Lugar              | Medalla            | Prueba             |
| ------------------ | ------------------ | ------------------ | ------------------ |
| 2015               | Rimini (Italia)    | Medalla de bronce  | Individual         |